# Ardirejo (Sambeng)
Ardirejo is een bestuurslaag in het regentschap Lamongan van de provincie Oost-Java, Indonesië. Ardirejo telt 3008 inwoners (volkstelling 2010).